# Mila 23, Tulcea
Mila 23 (în rusă Мила 23-я) este un sat în comuna Crișan din județul Tulcea, Dobrogea, România. Se află în partea de nord a județului, în Delta Dunării, la 53 km de Tulcea, pe Dunărea Veche ce se desprinde spre stânga din brațul ce duce la Sulina, cam la jumătatea distanței între Tulcea și Marea Neagră. Este accesibil numai pe calea apei. Locuitorii sunt în majoritate pescari, de etnie lipoveni.

## Așezare geografică
Satul Mila 23 este situat la 5,5 km față de reședința de comună. Localitatea se dezvoltă pe malul drept al Dunării Vechi, în dreptul confluenței canalelor Stipoc și Eracle. Localitatea este apărată la sud de un dig, platforma pe care se găsește partea nouă a satului este străbătută de o serie de canale ce descarcă surplusul de apă în canalul principal și de aici în Dunărea Veche. Legătura cu localitatea Crișan - reședința de comună, se face exclusiv pe apă. Singurul potențial al zonei este cadrul natural legat de peisaj și pescuit / piscicultură, care pot duce la dezvoltarea turismului / agroturismului

## Istoric
Satul Mila 23 avea, la începutul sec. al XX-lea, doar 2–3 case și 12 locuitori, care se ocupau cu pescuitul (M.D. Ionescu, op. cit.). Denumirea satului vine de la vechea măsurătoare a cursului brațului Sulina. Singura atestare documentară mai veche a așezării datează de la sfârșitul sec. al VIII- lea, în lucrarea Carte du Danube, care amintește de puctul Matița, aflat în preajma așezării de astăzi. În prezent, toponimul Matița, indică un punct piscicol (Gr. Cuculis, op. cit).

## Personalități
- Maria Popescu-Nichiforov (1951–2022) – caiacistă română
- Vicol Calabiciov – canoist român[3]
- Agafia Constantin-Buhaev (n. 1955) – caiacistă română, campioană olimpică
- Serghei Covaliov (1944–2011) – canoist român, campion olimpic și mondial
- Ivan Patzaichin (1949–2021) – canoist român, campion olimpic și mondial
- Lavrente Calinov (1936–2018) – canoist roman, vicecampion mondial
- Atanase Sciotnic (1942–2017) – canoist olimpic